# Oblegovalni grad
Oblegovalni grad (nemško Trutzburg ali Trotzenburg, angleško Counter-castle) je grad, ki je bil zgrajen v srednjem veku kot protiutež moči sovražnega soseda. Oblegovalni grad je utrjena lokacija iz katere je možno začeti napad na bližnji sovražnikov grad.

## Namen
V znanosti o gradovih in skladno s srednjeveško navado, je bil oblegovalni grad vrsta gradu zgrajen za zaščito teritorialnih gospodarjevih zahtev ali za obleganje in osvojitev tekmečeve nepremičnine. Te pogoje ne uporabljajo enako avtorji specialisti. Po navadi je treba razlikovati med gradom za protinapad in oblegovalnim gradom. Če je temu tako se grad za protinapad nanaša na enega zgrajenega v bližini sovražnikovega gradu v območju dosega triboka in katapulta, ki lahko deluje kot močna točka, ovira na poti, ki je zatočišče v primeru nasprotnih napadov, vojašnica in baterijski položaj za balistično orožje.
Grad za protinapad se pogosto uporablja za opis gradu, ki je zgrajen na večji razdalji od sovražnih utrdb in gradov. Ta ne podpira takojšnje obleganje gradu, vendar, ker je zgrajen kot baza v območju tekmečeve moči, preprečuje sovražne poskuse razširiti svoj vpliv in nadzor.
Oblegovalni gradovi so nastajali od obdobja poznega srednjega veka dalje. Običajno so bili zgrajeni kot začasna utrdba z uporabo lesa in zemljišča nad gradom in v vidnem polju in območju dosega pušk. Iz tega mesta so obstreljevali cilj.
Včasih je bil urejen samo položaj triboka namesto zidanega ali lesenega oblegovalnega gradu. Urejena in rahlo utrjena je bila le ugodna točka na terenu, v območju oblegovalnega gradu. S tega položaja bi lahko sovražnik grad relativno varno upravljal s tribokom ali katapultom in njegove prebivalce psihološko izčrpaval. Takšen položaj je mogoče videti danes približno 430 metrov severovzhodno in nad gradom Thurant ob Mozeli.
Triboki so se uporabljali pri obleganju od zgodnjega 13. stoletja. Veliki katapulti so imeli doseg okoli 400 do 500 metrov. Vendar pa so lahko samo bogati fevdalci financirali uporabo tako velikega in dragega oblegovalnega aparata ali celo gradnjo gradu za protinapad.
Le občasno so imeli napadalci čas in finančna sredstva za izgradnjo svoje trdnjave iz kamna. Redki primeri so grad Ramstein v Alzaciji, Rauschenburg pri Mermuthu v Hunsrücku in grad Trutzeltz. Ta zadnji je bil zgrajen v času Eltz fevda kot oblegovalni grad Eltza. Rauschenburg je bil tudi zgrajen v povezavi z Eltz fevdom kot oblegovalni grad za gradove Ehrenburg, Waldeck in Schöneck.
V večini znanih primerov so oblegovalne gradove po spopadih zapustili in so začeli propadati. Včasih je fevdalec prej oblegovalni grad dal nasprotniku v mirovnem sporazumu ali celo prevzel kot fevd, kot v primeru gradu Trutzeltz. V izjemnih primerih je, po pregledu strukture - če je bila osvojitev uspešna - razširil v samostojen grad. Taki primeri sta Hohenfels in grad Schadeck pri Runkelu na reki Lahn.
Redki ohranjeni kamniti oblegovalni gradovi na splošno kažejo manj skrbno gradnjo. Da bi zgradili utrdbo na hitro so glino pomešali z apnom v malto. Te utrdbe so danes nevarne zaradi slabega stanja in bi jih bilo mogoče zavarovati le s pomočjo skrbne obnove.
Akademske raziskave so bile v večjem obsegu osredotočene le na protinapadne in oblegovalne gradove od konca 20. stoletja. Potem ko so bili znanstveniki, kot je Joachim Zeune, sami bolj udeleženi v raziskavah v 1980-ih in 1990-ih v simboliki srednjeveških utrdb, so kasnejše raziskave začeli bolj kritično od do takrat uveljavljenih tez. Kot del novega fokusa o funkcionalnih in vojaških vidikih vojaške arhitekture, je oblegovalni grad bolj osredotočen na vojaško zgodovinski pomen.

## Zgodnja normanska zasedba gradov v Angliji
Normanska invazija na Anglijo je bila dolgo načrtovana in je splošno uveljavljena kot ena izmed najbolj opaznih vojaško-strateških akcij na začetku visokega srednjega veka. Normani so napadli otok ravno v času, ko je bila Anglija zaposlena z obrambo pred norveškimi napadi na severu. Angleška vojska pod kraljem Haroldom, ki je uspela odgnati Vikinge, je bila zdaj izčrpana in se je morala boriti z grobo silo 7000 dobro opremljenih normanskih bojevnikov.
V času invazije so zgradili številne preproste »okupacijske gradovi«. Poleg motov, so zgradili krožna obzidja iz palisad in ponovno usposobili starejše keltske ali anglosaške utrdbe. Lesene sestavne dele in zemeljske gradove so imeli v nekaterih primerih pripravljene že na celini in so jih kasneje sestavili na kraju samem. To jim je omogočilo hitro uvedbo goste mreže vojaških utrdb, od katerih so nekatere kasneje spremenili v kamnite gradove.
Ti gradovi so razvidni na znameniti tapiseriji iz Bayeuxa. Občasno je videti celo upodobljene sodčke v kateri so napadalci prenašali žeblje za gradnjo utrdb na drugi strani Kanala.

## Valižanska zasedba gradov Edvarda I. Angleškega
Takoj na začetku svojega osvajanja keltskega Walesa, je angleški kralj Edvard I. leta 1277 naročil izgradnjo več gradov na strateško pomembnih mestih. Med te zgodnje angleške okupacijske gradove štejemo tiste v Aberystwythu, Builthu, Flintu in Rhuddlanu.
Izbruh novih nemirov leta 1282 je povzročil, da je kralj sprožil obsežen program gradnje. Angleško vojsko je spremljalo 355 tesarjev, 70 kamnosekov in 1000 delavcev v kamnolomih in pri zemeljskih delih. Poleg tega je delalo 1.700 drvarjev zbranih iz celotne Anglije. Po enem letu se je ta sila povečala še za 25 tesarjev in 100 kamnosekov.
V kratkem času je zrasla popolna mreža najmodernejših utrdb, ki jih danes razumemo kot sinonim za srednjeveške profano arhitekturo. Z oskrbovanjem, ki je prihajala z morja, so te  utrdbe omogočile državo vojaško zavarovati. Valižanska gradbena dejavnost je zahtevala ogromne vsote denarja, ki sta jih zagotavljala parlament in celo cerkev. Poznejši načrt zavzetja Škotske na enak način, se je spotaknil zaradi stroškov take gradbene akcije.
Med najpomembnejšimi angleškimi okupacijskimi gradovi so tisti, ki jih je zgradil mojster James St. George. To so grad Caernarfon, grad Conwy in grad Harlech.

## Obleganje in oblegovalni gradovi v Sveti deželi
Med obleganjem večjih utrjenih mest in mestnih gradov so včasih vgradili zaščito pred vojsko odrešitve in vojsko pomoči.
V prvi križarski vojni so Križarji zgradili prve oblegovalne gradove pred vrati islamskih mest v Sveti deželi. Leta 1097 je bil zgrajen grad Malregard pred vrati  svetega Pavla v Antiohiji. Nekoliko pozneje sta bila zgrajena pred drugimi vhodnimi vrati gradova la Mahomerie in Tankred.
Leta 1103 je Rajmond IV. Touluški odredil gradnjo oblegovalnega gradu Mons Pelegrinus v Tripoliju. Raymond je bil grof sv Gillesa katerega grad v središču mesta je lokalno poznan kot Qalat Sandjill.
Tako kot oblegovalni gradovi, so bili na večji razdalji od obleganih mest zgrajeni gradovi za protinapad. Na primer leta 1117 je kralj Baldwin I. zgradil tak grad ad coercendum praedictam urbem (osvojitelj omenjenega mesta) v Tiru blizu Iskenderuna. Kljub tej zmagi Tir ni padel do leta 1124.
Kralj je tudi poskušal nadzorovati pomembno karavansko pot Derb El Hadj z novimi gradovi. Tukaj je potekala romarska pot v Meko in Medino. Okoli Petre so zgradili gradova Montreal / Shobaq (1115) in Li Vaux Moisee leta 1116, katerim so bile dodane utrjene postojanke pri Akabi in na otoku de Graye / Jazirat Fara'un.
Leta 1142 se je začela gradnja mogočne trdnjave Al-Karak (Krak de Moab) v severni Transjordaniji, kateremu je pripadalo pristanišče na Mrtvem morju. Od tu je Raynald Châtillonski izvedel številne racije v okolici. Kot povračilni ukrep je sultan Saladin napadel frankovske križarske države.
Med letoma 1136 in 1142 so bili zgrajeni štirje močni gradovi okrog egiptovskega mesta Aškelon.

## Zasedbeni gradovi viteških redov
Zlasti v okviru viteškega reda svetega Janeza (Balley Brandenburg des Ritterlichen Ordens Sankt Johannis vom Spital zu Jerusalem) so se pojavile nekatere od najmočnejših utrdb zahodne kulture. Veliki gradovi kot je Krak des Chevaliers je lahko sprejel do 2000 bojevnikov. Taki gradbeni projekti, ki so zahtevali kompleksno logistiko, so bili le slabo raziskani.
Od približno leta 1250 dalje je politična situacija prisilila duhovne in posvetne gospodarje križarskih gradov na bistveno zmanjšanje posadk. Leta 1281 je bilo v gradu Margat v današnji Siriji le 25 vitezov. Že leta 1245 so muslimani ponovno zasedli trdnjavo Belvoir (Izrael).
Kolonizacija in evangelizacija vzhodne Evrope je bila podprta z izgradnjo velikih utrdb. Največji so bili gradovi tevtonskega reda Marienburg (zdaj grad Malbork, Pomorjansko). Objekt je bil v drugi svetovni vojni v veliki meri uničen, vendar so ga po vojni popolnoma rekonstruirali kot poljski spomenik.
Druge lokacije tevtonskega reda so še gradu Rehden (Radzyń Chełmiński) in grad Lidzbarg (Lidzbark Warminski). Tudi ta viteški red je bila prvotno ustanovljen v Sveti deželi (grad Montfort). Po neuspehu v križarski vojni v Sveti deželi, je red osredotočil svojo dejavnost od približno 1230 na pokristjanjevanje poganskih Prusov in vzpostavitev praktično neodvisne tevtonske države na zasedenih ozemljih vzhodno od Svetega rimskega cesarstva. Medtem ko je nemški red na Bližnjem vzhodu ostal v veliki meri brez pomena, kuje svoje dejavnosti, kulturne in politične razmere v mnogih delih Poljske in baltskih državah do danes.
V Transilvaniji se je širitev politike viteškega reda začela pred 13. stoletjem. Primer tevtonskega gradu na tem področju so ruševine gradu Marienburg Feldioara v Brașovu.

## Osmanski gradovi v bizantinskem Konstantinoplu
Osmanski napad na bizantinski Konstantinopel (danes Carigrad) je bil pripravljen leta 1390 z gradnjo gradu Anadolu Hisarı (Anatolski grad). Branik je bil nekaj kilometrov severno od mesta na Bosporju. Glavni stolp je bil obdan z obzidjem s štirimi okroglimi stolpi. Leta 1451 so bile ob osmanskem napadu na mesto utrdbe okrepljene.
Poleg tega je bila takrat v samo štirih mesecih, na evropski strani Bosporja zgrajena velika trdnjava Rumeli Hisarı (Evropski grad). Podolgovat tloris tega obrambnega objeta je zavarovan z dvema vogalnima stolpoma na kopenski strani. Sredi vzhodne strani (vodna stran) je poligonalen stolp z okroglo nadgradnjo. Masivni zidovi tega stolpa so se morali upreti napadu bizantinskega topništva. Stavba je bila opremljena z malimi topovi, ki so lahko ovirali morsko pot skozi Bospor.
Ker je Konstantinopel leta 1453 padel v osmanske roke, je zmagoviti sultan Mehmed II. zapovedal utrditi sistem na jugu. trdnjava Yedikule je bil prizidan k bizantinskemu mestnemu obzidju kot petkotnik z dvema okroglima stolpoma in osrednjim poligonalnim stolpom. Presenetljivo sodoben koncept je služil kot model italijanskim vojaškim arhitektom poznega 15. in zgodnjega 16. stoletja in deloval kot predhodnik rondeliranim trdnjavam renesanse. Kurtina - vezni zid ali vezni okop med dvema stolpoma pri renesančnih utrdbah - je bila okrepljena s trikotno obliko podobno bastijonu.
Tipično za osmanske grajske stavbe 15. stoletja so tako imenovani "sodčkasti stolpi". Običajno jim bile dodane vitkejše strukture okroglih ali poligonalnih stolpov. Ta vrsta zgradb je bila razširjena v zahodni Evropi v 14. stoletju (Marksburg nad Braubachom). Na grškem Peloponezu je osmanski grajski stolp grad Methoni (Mesenija).

## Nemška terminologija
V Svetem rimskem cesarstvu se je izraz Trutzburg pogosto uporabljal za opis obrambnega značaja gradu, ki je kljuboval vsem napadom. Beseda se v nemščini uporabljala tudi kot metafora za stvari ki so še posebej trpežne in odporne.
Kadar je Trutzburg zasnovan posebej za obleganje sovražne utrdbe, se danes imenuje tudi grad za protinapad (Gegenburg), zasedbeni grad (Okkupationsburg) ali oblegovalni grad (Belagerubgsburg). Te termine danes uporabljajo sodobni raziskovalci gradov in jim dajejo prednost pred bolj posplošenim Trutzburg.